# Дворище (Осиповичский район)
Дво́рище (бел. Дво́рышча) — деревня в составе Дричинского сельсовета Осиповичского района Могилёвской области Белоруссии.

## Этимология
Дворище является названием-термином, образованным от основы «двор» и обозначающим место бывшего двора, усадьбы. Термин «дворище» также обозначает одну из древних форм коллективного землевладения в Белоруссии.

## Географическое положение
Дворище расположено в 36 км на юго-запад от Осиповичей, в 15 км от ж/д станции Фаличи на линии Осиповичи — Старые Дороги и в 169 км от Могилёва. Связи осуществляются по автодороге Осиповичи — Шищицы. Планировку деревни составляют три короткие улицы, для которых характерна деревянная застройка усадебного типа.

## История
Основание деревни Дворище относится к началу 1920-х годов, когда на местных бывших помещичьих землях поселились жители соседних деревень. Вступление жителей в колхоз относится к 1930-м годам.
Во время Великой Отечественной войны Дворище было оккупировано немецко-фашистскими войсками с конца июня 1941 года по 29 июня 1944 года. Действуют магазин и начальная школа.

## Население
- 2002 год — 30 человек, 22 хозяйства[1]
- 2007 год — 28 человек, 18 хозяйств[1]

## Комментарии
1. ↑  Названия и ударение даны по: Назвы населеных пунктаў Рэспублікі Беларусь: Магілёўская вобласць: нарматыўны даведнік / І. А. Гапоненка і інш.; пад рэд. В. П. Лемцюговай. — Минск: Тэхналогія, 2007. — С. 62. — 406 с. — ISBN 978-985-458-159-0..